# François Ripoche
Pour les articles homonymes, voir Ripoche.
 (janvier 2019).
 (janvier 2019).
 (janvier 2019).
Améliorez-le ou discutez des points à vérifier. 
François Ripoche, né en 1968 près de Nantes (à Cholet) est un saxophoniste et compositeur français de jazz. En 1996, il fonde (il co-fonde avec Michel Maillard, son partenaire professionnel encore aujourd’hui) le festival Jazz sur Lie. Il initie et collabore à de nombreux projets autour du jazz avec des artistes tels que Steve Potts, Louis Sclavis, Alain Jean-Marie ou Alban Darche...
Au milieu des années 2000, il fonde le groupe de jazz Francis et ses peintres, et collabore notamment avec Philippe Katerine à partir de 2008 en réalisant les arrangements de Créatures (sortie de l'album en 2009) puis en se produisant régulièrement sur scène avec lui.
Il s’engage sur de nombreuses collaborations dans des domaines artistiques variés : théâtre musical, ciné-concert, lecture musicale, musique du monde, danse. Il enseigne le saxophone à l’école de musique de Rezé (Loire-Atlantique), intervient dans différents établissements d’enseignement de la musique et participe régulièrement à des jurys.

## Biographie
(janvier 2019).
Si vous disposez d'ouvrages ou d'articles de référence ou si vous connaissez des sites web de qualité traitant du thème abordé ici, merci de compléter l'article en donnant les références utiles à sa vérifiabilité et en les liant à la section « Notes et références ».
François Ripoche grandit à Boussay. A 7 ans, il découvre l’harmonie municipale au sein de sa commune et commence la pratique du saxophone à huit ans. Il découvre le jazz à 13 ans au sein d’un big-band en jouant les thèmes de Count Basie, Duke Ellington et se passionne pour cette musique. Il découvre à cette même période la batterie et la musique rock et pop, par l’intermédiaire de son frère disquaire et joueur de batterie amateur. François se forme de manière autodidacte à la batterie écoutant les disques pour travailler. Il apprend entre autres toutes les parties de batterie du disque « transformer » de Lou Reed.
Il entre au Conservatoire de Nantes à 17 ans, remporte la médaille d’or de saxophone et de musique de chambre. Il suit parallèlement différents stages avec Dave Liebman, Lee Konitz, Joe Lovano.

## Discographie sélective

### Leader
- Urban setting - Out of the blue - 2003, label Yolk
- La paloma - Francis et ses peintres - 2009, label Yolk
- 52 reprises dans l’espace - Katerine, Francis et ses peintres - 2011, Barclay, Universal
- Francis et ses peintres - 2012
- Rouge ballon -  Laëtitia Sheriff, Stéphane Louvain, François Ripoche - 2016
- The Peacocks - Alain Jean-Marie et François Ripoche - 2014, label Black Box, soca disc distribution

### Arrangeur
- Les Misters de l'Ouest - 2001, label Scilly production
- Les créatures - Katerine - 1999, Barclay, Universal Music
- 8eme ciel - Katerine - 2002, Barclay, Universal Music

### Sideman
- Km5 à Banghi - Jean Luc Chevalier - 1994, seventh records
- Bangor - Didier Squiban, Sirius  - 1995, label OZ, breizh distribution
- L’éveil de la nature - Simon Mary - 1996
- Ronan Robert Reunion - 1996,  label Pixie, Blue Silver distribution)
- Les Sœurs Winchester - 1997, Barclay, Universal Music
- Le Souffle des Terroirs - 2001, label Yolk
- Don Cherry’s gift - Mopti sextet Gangbe Brass band - 2003, Label Ouest, Mosaic distribution
- Grand Bassam - Pulse percussion Yelemba d’Abidjan - 2004
- La Martipontine - le Gros Cube A. Darche - 2004, label Yolk
- Le Gros Cube VS Katerine - 2007, label Yolk
- Polar mood - Le Gros Cube A. Darche - 2008, label Yolk
- Les Vedettes - 2008, label 5/7, Wagram distribution
- Queen bishop - le Gros Cube A Darche -2011, label Yolk, distribué par l’Autre Distribution
- My Xmas traX - le Gros Cube A.Darche - 2013, label pépin&plume
- L’OrphiCube - le Gros Cube A.Darche - 2013, label pépin&plume
- Perception instantanée - l’Orphicube - 2013, label Yolk, distribué par l’Autre Distribution